# Mont-lès-Lamarche
Pour les articles homonymes, voir Mont.
Mont-lès-Lamarche est une commune française située dans le département des Vosges en région Grand Est.

## Géographie
|                                  | Lamarche          |        |
| Larivière-Arnoncourt Haute-Marne | Mont-lès-Lamarche | Isches |
| Serqueux Haute-Marne             |                   |        |

### Localisation
Mont-lès-Lamarche est située à 6 km de Lamarche, à 10 km de Bourbonne-les-Bains, à 15 km de Monthureux-sur-Saône et à 26 km de Jussey.

### Géologie et relief
La commune est limitrophe de la Haute-Marne mais sans liaison directe en raison du relief qui culmine à 487 mètres au Malaumont. 
Les 182 hectares de forêt communale sont également concentrés à l'ouest du territoire : Bois Brûlé, Bois de la Plaine, Bois Chava. Anciennes dépendances des moines de Morimond, au lieudit le Bois des Moines.
Jusqu'au début du XXe siècle une grande partie du territoire communal était couvert par le vignoble.

### Hydrographie et les eaux souterraines
Hydrogéologie et climatologie : Système d’information pour la gestion des eaux souterraines du bassin Rhin-Meuse :
Territoire communal : Occupation du sol (Corinne Land Cover); Cours d'eau (BD Carthage),
Géologie : Carte géologique; Coupes géologiques et techniques,
 Hydrogéologie : Masses d'eau souterraine; BD Lisa; Cartes piézométriques.

#### Réseau hydrographique
La commune est située pour partie dans le bassin versant de la Meuse au sein du bassin Rhin-Meuse et pour partie dans le bassin versant de la Saône au sein du bassin Rhône-Méditerranée-Corse. Elle est drainée par le ruisseau Haut Fer,.
Le ruisseau Haut Fer, d'une longueur totale de 12,8 km, prend sa source dans la commune de Lamarche et se jette dans la Saône à Fignévelle, après avoir traversé six communes.

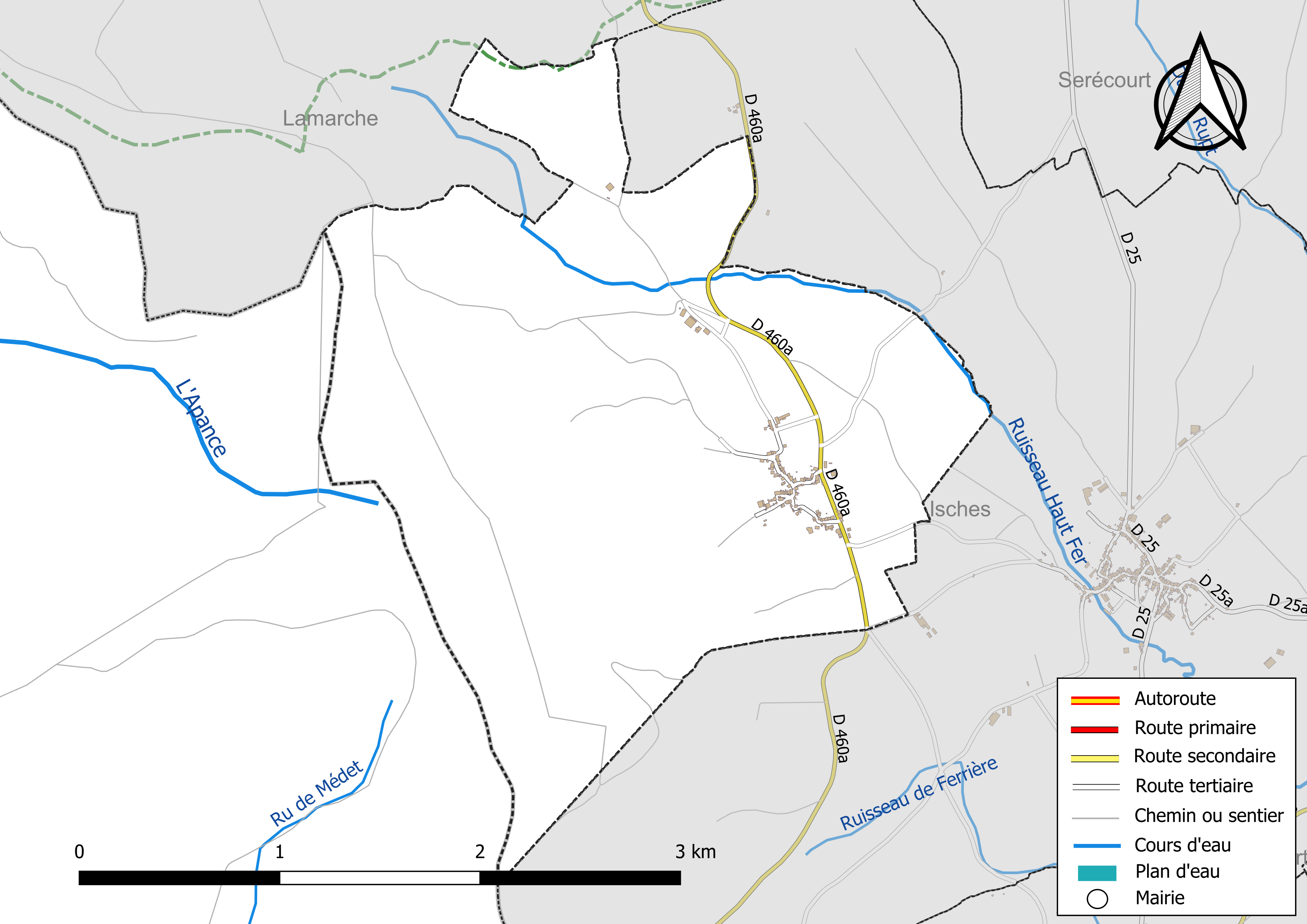
Réseaux hydrographique et routier de Mont-lès-Lamarche.

#### Gestion et qualité des eaux
Le territoire communal est couvert par le schéma d'aménagement et de gestion des eaux (SAGE) « Nappe des Grès du Trias Inférieur ». Ce document de planification, dont le territoire comprend le périmètre de la zone de répartition des eaux de la nappe des Grès du trias inférieur (GTI), d'une superficie de 1 497 km2,  est en cours d'élaboration. L’objectif poursuivi est de stabiliser les niveaux piézométriques de la nappe des GTI et atteindre l'équilibre entre les prélèvements et la capacité de recharge de la nappe. Il doit être cohérent avec les objectifs de qualité définis dans les SDAGE Rhin-Meuse et Rhône-Méditerranée. La structure porteuse de l'élaboration et de la mise en œuvre est le conseil départemental des Vosges.
La qualité des eaux de baignade et des cours d’eau peut être consultée sur un site dédié géré par les agences de l’eau et l’Agence française pour la biodiversité.

### Climat
Pour des articles plus généraux, voir Climat du Grand Est et Climat des Vosges.
En 2010, le climat de la commune est de type climat de montagne, selon une étude du Centre national de la recherche scientifique s'appuyant sur une série de données couvrant la période 1971-2000. En 2020, Météo-France publie une typologie des climats de la France métropolitaine dans laquelle la commune est exposée à un climat océanique altéré et est dans la région climatique  Lorraine, plateau de Langres, Morvan, caractérisée par un hiver rude (1,5 °C), des vents modérés et des brouillards fréquents en automne et hiver. 
Pour la période 1971-2000, la température annuelle moyenne est de 9,7 °C, avec une amplitude thermique annuelle de 17,1 °C. Le cumul annuel moyen de précipitations est de 1 030 mm, avec 13,3 jours de précipitations en janvier et 9,6 jours en juillet. Pour la période 1991-2020, la température moyenne annuelle observée sur la station météorologique de Météo-France la plus proche, « St Ouen-lès-Parey_sapc », sur la commune de Saint-Ouen-lès-Parey à 18 km à vol d'oiseau, est de 10,0 °C et le cumul annuel moyen de précipitations est de 806,8 mm. 
La température maximale relevée sur cette station est de 39,4 °C, atteinte le 25 juillet 2019 ; la température minimale est de −22 °C, atteinte le 20 décembre 2009,,. 
Les paramètres climatiques de la commune ont été estimés pour le milieu du siècle (2041-2070) selon différents scénarios d'émission de gaz à effet de serre à partir des nouvelles projections climatiques de référence DRIAS-2020. Ils sont consultables sur un site dédié publié par Météo-France en novembre 2022.

## Urbanisme

### Typologie
Au 1er janvier 2024, Mont-lès-Lamarche est catégorisée commune rurale à habitat dispersé, selon la nouvelle grille communale de densité à sept niveaux définie par l'Insee en 2022.
Elle est située hors unité urbaine. Par ailleurs la commune fait partie de l'aire d'attraction de Vittel - Contrexéville, dont elle est une commune de la couronne,. Cette aire, qui regroupe 72 communes, est catégorisée dans les aires de moins de 50 000 habitants,.

### Occupation des sols
L'occupation des sols de la commune, telle qu'elle ressort de la base de données européenne d’occupation biophysique des sols Corine Land Cover (CLC), est marquée par l'importance des territoires agricoles (55,8 % en 2018), une proportion identique à celle de 1990 (55,8 %). La répartition détaillée en 2018 est la suivante : 
forêts (44,2 %), prairies (32,7 %), zones agricoles hétérogènes (17,1 %), terres arables (6 %). L'évolution de l’occupation des sols de la commune et de ses infrastructures peut être observée sur les différentes représentations cartographiques du territoire : la carte de Cassini (XVIIIe siècle), la carte d'état-major (1820-1866) et les cartes ou photos aériennes de l'IGN pour la période actuelle (1950 à aujourd'hui).

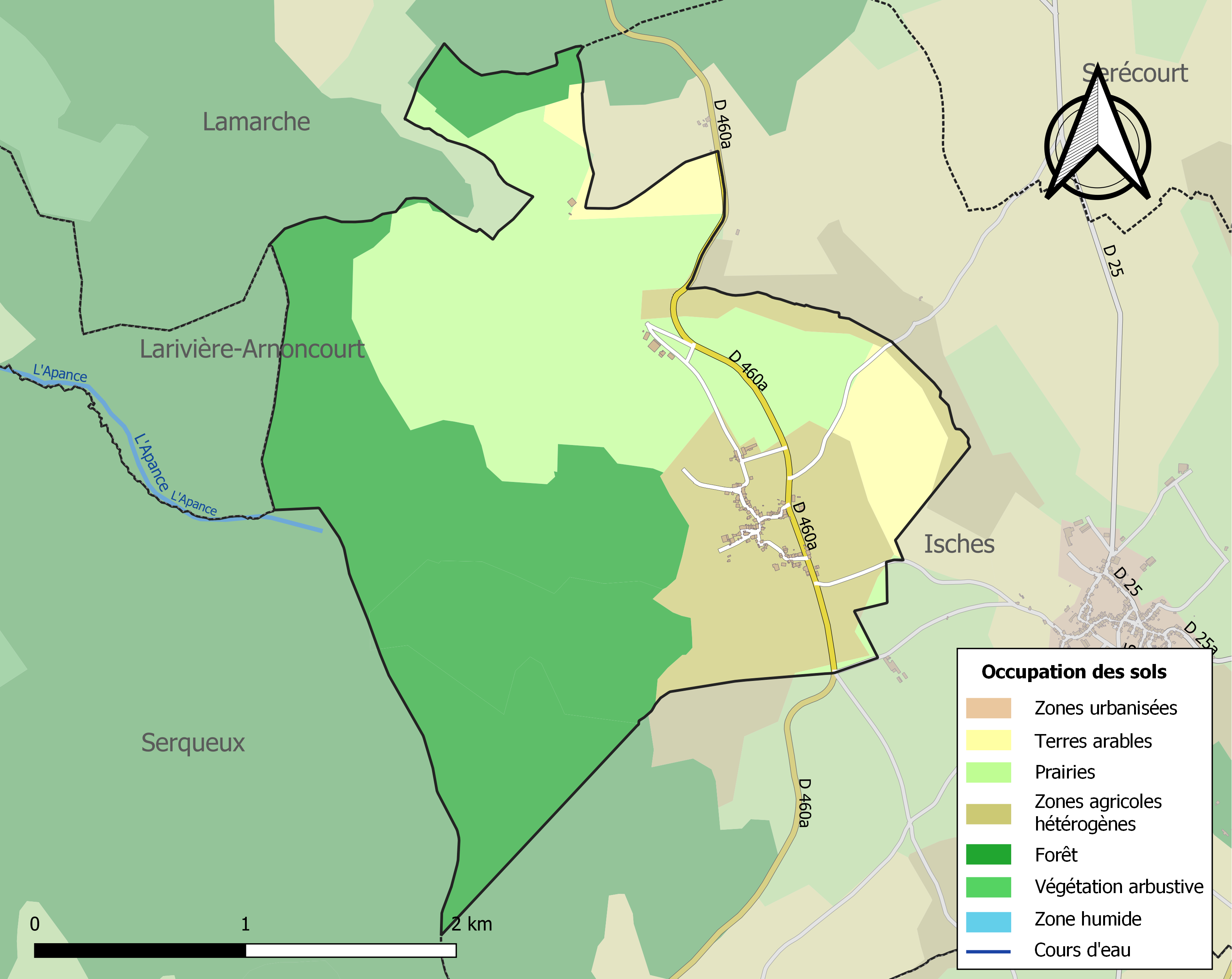
Carte des infrastructures et de l'occupation des sols de la commune en 2018 (CLC).

## Toponymie
Le nom de la localité est attesté sous les formes De Montibus (1147) ; Monz (1180) ; Mons (1285) ; « Domina de Montibus versus Sarcophagum » (1307) ; Mont prez la Marche (1519) ; « Per ecclesiam de Montiniaco intelligi debet ecclesia de Mont » (1749) ; Mont (XVIIIe siècle).

De l'oïl mont.

La préposition « lès » permet de signifier la proximité d'un lieu géographique par rapport à un autre lieu. En règle générale, il s'agit d'une localité qui tient à se situer par rapport à une ville voisine plus grande. La commune française de Mont indique qu'elle se situe près de Lamarche.

## Héraldique
| Blason | Blasonnement : D'argent à la grenade de gueules, ouverte d'or, tigée et feuillée de sinople, penchée à senestre, au mont de trois coupeaux aussi de sinople mouvant de la pointe, brochant sur le tout. Commentaires : Ce blason reprend celui de Lamarche surchargé d'un relief schématisé de trois collines. Le même symbolisme a été choisi par la commune de Mont-lès-Neufchâteau. |

## Politique et administration
| Période                                  | Période                       | Identité         | Étiquette | Qualité                                      |
| ---------------------------------------- | ----------------------------- | ---------------- | --------- | -------------------------------------------- |
| Les données manquantes sont à compléter. |                               |                  |           |                                              |
| 1904                                     | 1908                          | Augustin Caytel  |           |                                              |
| 1908                                     | 1944                          | Camille Petit    |           |                                              |
| 1944                                     | 1947                          | André Fenard     |           |                                              |
| 1947                                     | 1953                          | Georges Overney  |           | André Fenard, pourtant élu, refuse la charge |
| 1953                                     | 1963                          | André Fenard     |           | Élu au bénéfice de l'âge                     |
| 1963                                     | mars 1977                     | Georges Overney  |           |                                              |
| mars 1977                                | 1979                          | Robert Pavy      |           |                                              |
| 1979                                     | mars 1983                     | Roger Galland    |           |                                              |
| mars 1983                                | juin 1995                     | Bernard François |           |                                              |
| juin 1995                                | mars 2001                     | Jean-Paul Petit  |           |                                              |
| mars 2001                                | mars 2008                     | Fabrice François | RPR       |                                              |
| mars 2008                                | En cours (au 18 février 2015) | Jean-Paul Petit  |           |                                              |

### Budget et fiscalité 2022

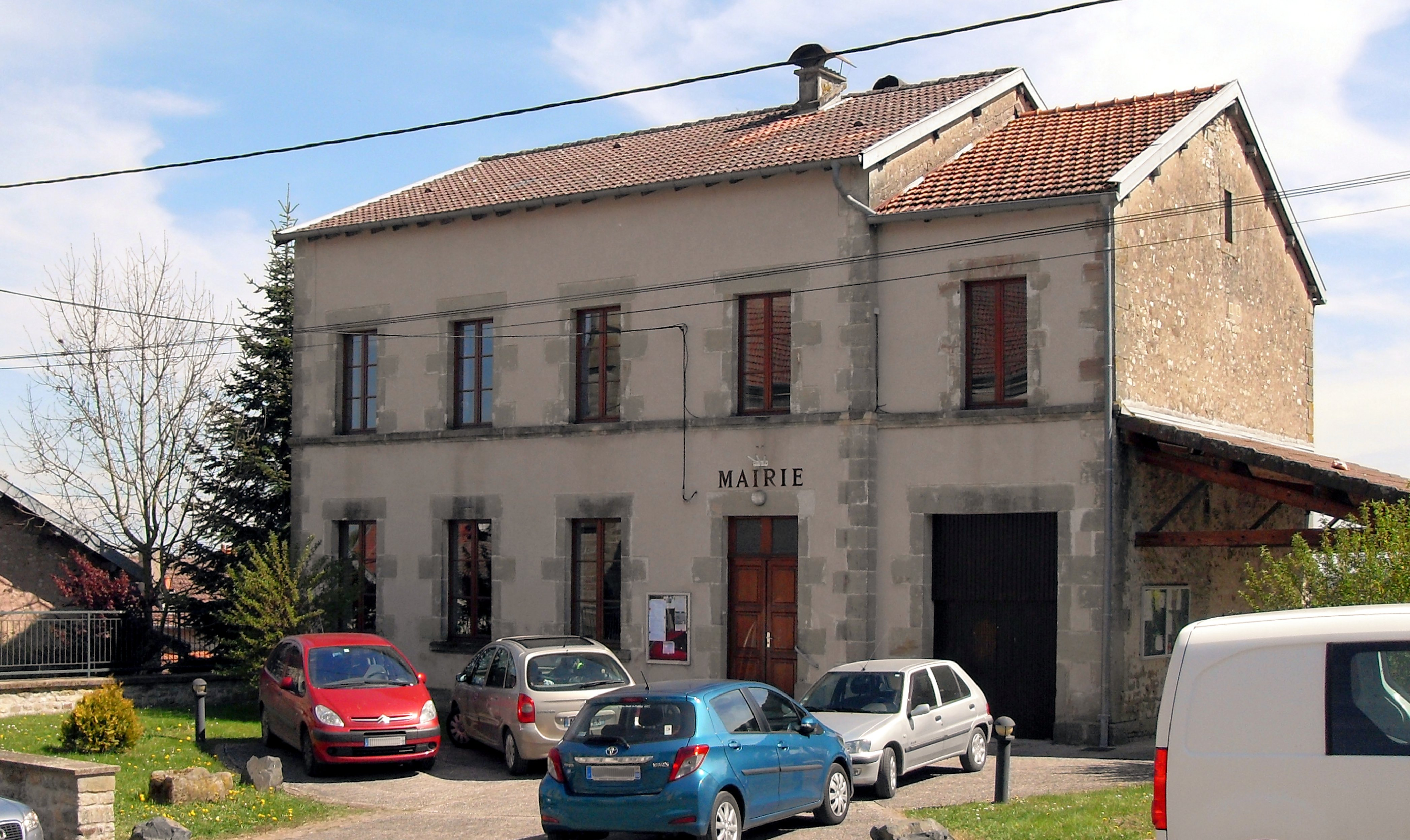
La mairie.

En 2022, le budget de la commune était constitué ainsi :
- total des produits de fonctionnement : 150 000 €, soit 1 550 € par habitant ;
- total des charges de fonctionnement : 86 000 €, soit 884 € par habitant ;
- total des ressources d'investissement : 75 000 €, soit 774 € par habitant ;
- total des emplois d'investissement : 114 000 €, soit 1 179 € par habitant ;
- endettement : 1 000 €, soit 13 € par habitant.

Avec les taux de fiscalité suivants :
- taxe d'habitation : 16,16 % ;
- taxe foncière sur les propriétés bâties : 34,97 % ;
- taxe foncière sur les propriétés non bâties : 19,87 % ;
- taxe additionnelle à la taxe foncière sur les propriétés non bâties : 0,00 % ;
- cotisation foncière des entreprises : 0,00 %.

Chiffres clés Revenus et pauvreté des ménages en 2021 : médiane en 2021 du revenu disponible, par unité de consommation : 19 110 €.

## Économie

### Entreprises et commerces

#### Agriculture
- Culture et élevage associés.
- Élevage de vaches laitières.
- Élevage d'autres bovins et de buffles.
- Exploitation forestière.

#### Tourisme
- Hébergements et restauration à Bourbonne-les-Bains, Monthureux-sur-Saône, Melay, Contrexéville, Bulgnéville.

#### Commerces
- Commerces et services de proximité.

## Population et société

### Démographie

#### Évolution démographique
L'évolution du nombre d'habitants est connue à travers les recensements de la population effectués dans la commune depuis 1793. Pour les communes de moins de 10 000 habitants, une enquête de recensement portant sur toute la population est réalisée tous les cinq ans, les populations de référence des années intermédiaires étant quant à elles estimées par interpolation ou extrapolation. Pour la commune, le premier recensement exhaustif entrant dans le cadre du nouveau dispositif a été réalisé en 2004.

En 2022, la commune comptait 94 habitants, en évolution de −5,05 % par rapport à 2016 (Vosges : −2,96 %, France hors Mayotte : +2,11 %).
| 1793 | 1800 | 1806 | 1821 | 1831 | 1836 | 1841 | 1846 | 1856 |
| ---- | ---- | ---- | ---- | ---- | ---- | ---- | ---- | ---- |
| 357  | 372  | 430  | 439  | 433  | 475  | 504  | 504  | 461  |

| 1861 | 1866 | 1876 | 1881 | 1886 | 1891 | 1896 | 1901 | 1906 |
| ---- | ---- | ---- | ---- | ---- | ---- | ---- | ---- | ---- |
| 460  | 465  | 452  | 420  | 428  | 403  | 368  | 365  | 364  |

| 1911 | 1921 | 1926 | 1931 | 1936 | 1946 | 1954 | 1962 | 1968 |
| ---- | ---- | ---- | ---- | ---- | ---- | ---- | ---- | ---- |
| 343  | 311  | 272  | 236  | 245  | 237  | 226  | 187  | 181  |

| 1975 | 1982 | 1990 | 1999 | 2004 | 2006 | 2009 | 2014 | 2019 |
| ---- | ---- | ---- | ---- | ---- | ---- | ---- | ---- | ---- |
| 149  | 127  | 124  | 93   | 101  | 102  | 101  | 104  | 95   |

| 2022 | - | - | - | - | - | - | - | - |
| ---- | - | - | - | - | - | - | - | - |
| 94   | - | - | - | - | - | - | - | - |

### Enseignement
Établissements d'enseignements :
- Écoles maternelles et primaires à Isches, Lamarche, Bourbonne-les-Bains, Martigny-les-Bains.
- Collèges à Lamarche, Bourbonne-les-Bains, Martigny-les-Bains, Monthureux-sur-Saône, Contrexéville.
- Lycées à Contrexéville, Mandres-sur-Vair.

### Santé
Professionnels et établissements de santé :
- Médecins à Mont-lès-Lamarche, Lamarche, Bourbonne-les-Bains, Martigny-les-Bains, Monthureux-sur-Saône.
- Pharmacies à Lamarche, Bourbonne-les-Bains, Martigny-les-Bains, Passavant-la-Rochère, Vrécourt, Contrexéville.
- Hôpitaux à Lamarche, Vittel, Saint-Rémy, Ville-sur-Illon.

### Cultes
- Culte catholique, Paroisse Bienheureux "Jean Baptiste Menestrel"[28], Diocèse de Saint-Dié.

## Lieux et monuments
- Église de l'Assomption-de-Notre-Dame, de style gothique flamboyant, construite en 1875[29] en lieu et place d'une ancienne église romane.

Plusieurs statues anciennes dédiées à saint Sébastien et à la Vierge, ainsi que les anciens bancs ont été récupérés dans la nouvelle église.
- Partie d'ancien château du XVe siècle[30], élevé sur une terre alors Francomptoise, qui servait à assurer la protection de l'Abbaye de Morimond (Haute-Marne). Restes inclus aujourd'hui dans une maison forte du XVIIe siècle, propriété privée ; architecture élaborée autour de deux tours rondes et deux tours carrées.
- Calvaire du XVIIIe siècle.
- Monument aux morts[31].
- Lavoir du XIXe siècle.
- Ancien lavoir à ciel ouvert de fin XVIIIe siècle, début XIXe siècle[32].
- Nombreuses maisons anciennes (XVIIIe et XIXe siècles, avec caves voûtées et bancs en pierre)[33].
- Arboretum et verger pédagogique de la Communauté de communes des Vosges Côté Sud Ouest.

### Personnalités liées à la commune
- Les médaillés de Sainte-Hélène[34].

## Pour approfondir